# Aeruginospora singularis
Aeruginospora singularis är en svampart som beskrevs av Höhn. 1908. Aeruginospora singularis ingår i släktet Aeruginospora och familjen Tricholomataceae. Inga underarter finns listade i Catalogue of Life.